# Seznam pivovarů
Seznam pivovarů může být:
- Seznam pivovarů v České republice
  - Seznam minipivovarů v České republice
  - Seznam zaniklých pivovarů v České republice
  - Seznam zrušených pivovarů v České republice
- Seznam pivovarů na Slovensku
- Seznam pivovarů ve světě